# Walentin Katajew
Walentin Pietrowicz Katajew (ros. Валентин Петрович Катаев; ur. 4 stycznia?/16 stycznia 1897 w Odessie, zm. 12 kwietnia 1986 w Moskwie) – rosyjski i radziecki pisarz, autor powieści, dramatów i scenariuszy filmowych. Brat Jewgienija Pietrowa.

## Życie
Katajew urodził się, spędził dzieciństwo oraz młodość w Odessie. Jego ojciec, Piotr Wasiliewicz Katajew, był nauczycielem. Matka, Jewgenia Iwanowna Baczej, córka generała z Połtawy, zmarła na zapalenie płuc wkrótce po urodzeniu drugiego syna, późniejszego pisarza Jewgienija Pietrowa. Katajew nadał imię ojca i nazwisko matki głównemu bohaterowi powieści Samotny biały żagiel.
Już jako gimnazjalista publikował pierwsze utwory w prasie odeskiej. W 1915 roku zaciągnął się do wojska, przez dwa lata służył w artylerii i awansował na stopień podporucznika. Po rewolucji – według oficjalnej, obowiązującej w ZSRR wersji jego biografii – wstąpił do Armii Czerwonej. Istnieją jednak pewne przesłanki by sądzić, że w rzeczywistości walczył po stronie Bałych pod dowództwem gen. Antona Denikina. Na początku 1920 uczestniczył w działaniach konspiracyjnych zmierzających do umożliwienia desantu gen. Wrangla na Krymie. Po wykryciu spisku przez CzK Katajew i jego brat trafili na sześć miesięcy do więzienia, jednak uniknęli rozstrzelania dzięki interwencji wyższego funkcjonariusza CzK, który pamiętał udział Katajewa w wiecach bolszewickich.
W 1922 roku Katajew przeniósł się do Moskwy, gdzie pracował jako dziennikarz i satyryk, współpracując z czasopismami „Gudok”, „Krokodyl” i wieloma wydawnictwami. W okresie międzywojennym zaczął publikować również powieści, które przyniosły mu sławę. W czasie II wojny światowej poświęcił się twórczości o tematyce wojennej.
W 1955 założył magazyn literacki Junost' i do 1961 był jego redaktorem naczelnym. Na łamach czasopisma debiutowało wielu uzdolnionych literatów młodego pokolenia. Katajewa zwolniono i przekazano kierowanie czasopismem Borysowi Polewojowi po opublikowaniu przez Katajewa na łamach pisma utworu Wasilija Aksionowa Gwiezdny bilet.
W 1958 roku Katajew wstąpił do KPZR.
Zmarł 12 kwietnia 1986 w Moskwie. Został pochowany na Cmentarzu Nowodziewiczym.

## Twórczość
Katajew debiutował w 1910 w prasie odeskiej. W latach 20. wydał cykl utworów satyrycznych. Jego pierwsza powieść Defraudanci (1926, wydanie polskie 1957), wkrótce przeniesiona na deski teatralne i zekranizowana w 1931 była gogolowską satyrą wykpiwającą przerost biurokracji. W 1928 napisał komedię Kwadratura koła, ukazującą problemy mieszkaniowe poprzez perypetie dwóch małżeństw dzielących jeden pokój. Opublikował również kilka powieści awanturniczo-fantastycznych oraz opowiadań niesamowitych.
W 1932 wydał powieść o budowniczych Magnitogorska Czasie, naprzód! (wydanie polskie 1936), wprowadzając do swej prozy elementy poetyki futurystycznej i socrealistycznej – fabuła utworu osnuta jest wokół bicia rekordu w ilości betonu włożonego w fundamenty pieca hutniczego. Tytuł został zaczerpnięty z wiersza Władimira Majakowskiego. Katajew był również współautorem scenariusza filmu zrealizowanego na podstawie powieści w 1965.
Przejawem zwrotu ku poetyce socrealistycznej a także lojalności wobec obowiązującej wykładni ideologicznej był udział Katajewa w wyprawie grupy uznanych pisarzy na teren budowy kanału Białomorskiego, której efektem była napisana przez 35 autorów książka pt. Białomorsko-Bałtycki kanał imienia Stalina. Historia budowy pod redakcją
Gorkiego i Leopolda Awerbacha.
Rozgłos przyniosła Katajewowi tetralogia „Fale Morza Czarnego”. Pierwszą część cyklu stanowi powieść Samotny biały żagiel (1936, wydanie polskie 1938), w znacznym stopniu autobiograficzna, przedstawiając wydarzenia 1905 roku z perspektywy dzieci. Tytuł utworu został zaczerpnięty z wiersza Lermontowa. Powieść została przetłumaczona na wiele języków i dwukrotnie zekranizowana – w 1937 (Katajew był współautorem scenariusza) i w 1975. Już po wojnie ukazały się kolejne części cyklu, o silniejszym wydźwięku propagandowym, dotyczące rewolucji i obu wojen światowych – Chutor w stepie (1956, wydanie polskie 1957), Za władzę Rad (1948, wydanie polskie 1955, późniejszy wariant Katakumby 1961) i Zimowy wiatr (1961, wydanie polskie 1963).
W okresie II wojny światowej Katajew napisał serię opowiadań wojennych oraz powieść dla młodzieży Syn pułku (1945, wydanie polskie 1950).
Od 1964 zmienił styl pisarstwa, skłaniając się ku prozie eksperymentalnej i tzw. mowizmowi (z fr. mauvais). Publikował liryczno-filozoficzne książki na pograniczu wspomnień i prozy – Święta studnia (1967, wydanie polskie 1968), Trawa zapomnienia (1967, wydanie polskie 1969), Klocek (1969, wydanie polskie 1971).

## Odznaczenia i nagrody
- Medal Sierp i Młot Bohatera Pracy Socjalistycznej (27 września 1974)[2]
- Order Lenina (trzykrotnie – 31 stycznia 1939, 28 stycznia 1967 i 27 września 1974)
- Order Rewolucji Październikowej (27 stycznia 1972)
- Order Czerwonego Sztandaru Pracy (dwukrotnie – 26 stycznia 1957 i 16 listopada 1984)
- Order Przyjaźni Narodów (25 stycznia 1977)
- Nagroda Stalinowska II klasy (1946)

I medale.